# F-X先進戰機專案

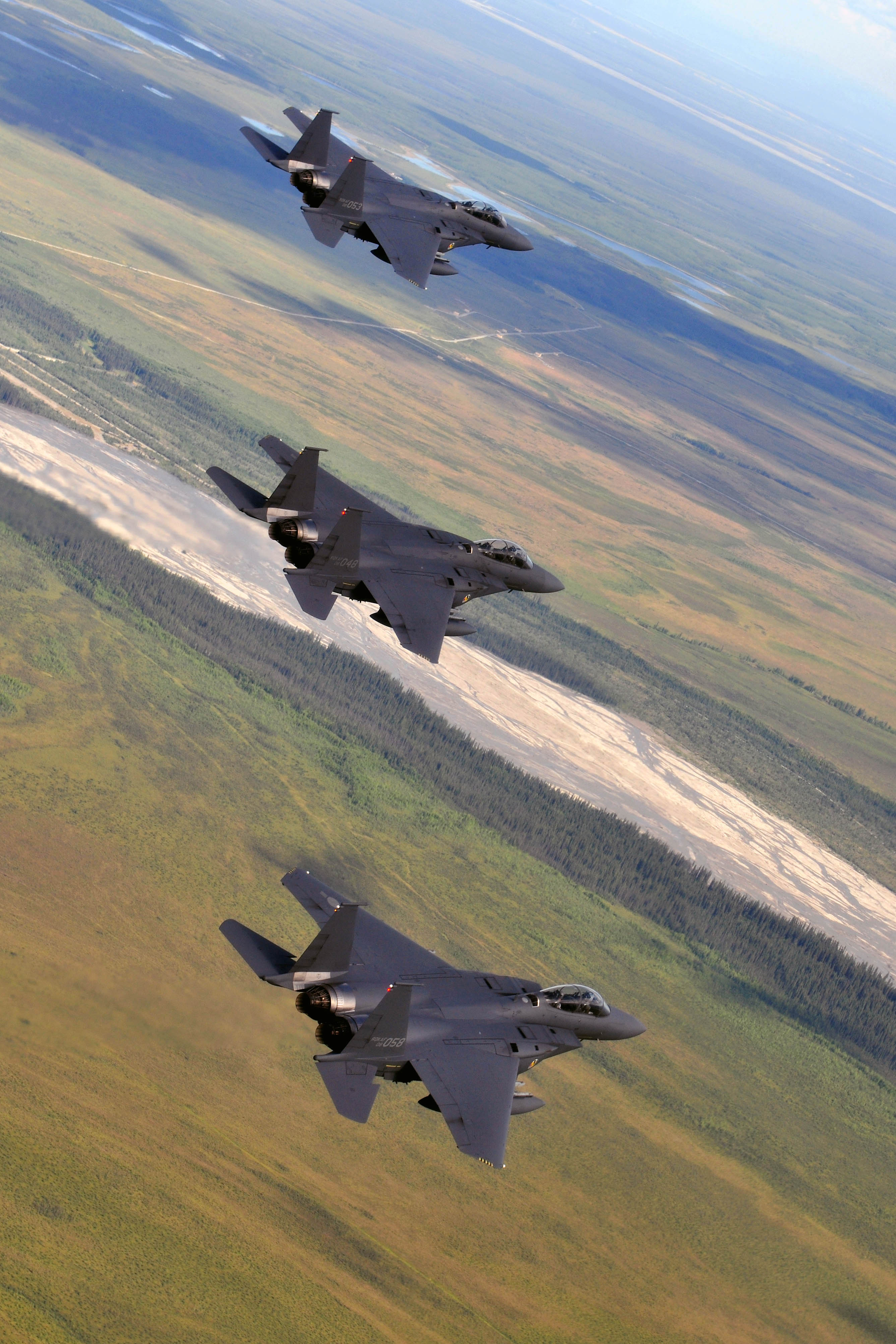
南韓F-15K

F-X先進戰機專案是大韓民國空軍設立的戰鬥機升級汰換計畫，在於增強空戰能力應對朝鮮人民軍飛彈相關武器發展。

## 階段一
F-X第一階段於2002年進行招標，旨在更換老舊的F-5戰鬥機。入選機種包括颱風戰鬥機和F-15K、Su-35。最終由F-15K中標，並於2005年交付首架飛機。

## 階段二
F-X第二階段為F-15K之增購訂單，目的同上，於2007年下訂共21架。第二批F-15K與首批飛機配備大致相同，但改用F100-PW-229EEP引擎，並可搭配地堡爆破彈。

## 階段三
F-X第三階段旨在替換日漸老化的F-4E及尚未退役的F-5戰鬥機，於2012年展開招標。韓國空軍原先打算購買F-22但美國禁止出口，而Su-57及JAS 39特別版亦未符合當局招標條件，因此只能選擇新購F-35A、颱風戰鬥機，或再增購F-15E。。
2014年，F-35A正式中標第三階段F-X軍購案，韓軍將透過美外軍售採購40架。至2020年，再增購額外20架F-35A。

## 參看
- KF-X戰鬥機
- ATD-X